# Burgstall (Creglingen)
Burgstall ist ein Wohnplatz auf der Gemarkung des Creglinger Stadtteils Finsterlohr im Main-Tauber-Kreis im fränkisch geprägten Nordosten Baden-Württembergs.

## Geographie
Burgstall liegt im Bereich einer Berghalbinsel, auf der sich eine spätkeltische Fliehburg befand. Diese ist im Norden durch die Tauber, im Südosten und Westen durch Schluchten von der Hochfläche abgeschnitten. Die Fliehburg war ringsum von einer Befestigungsanlage umgeben und an der Südwest-Seite, wo sie mit der Hochfläche zusammenhängt, durch zwei Graben, beide mit Wall, geschützt.

## Geschichte
Der Ort wurde im Jahre 1318 erstmals urkundlich erwähnt als Burestal. Der Ortsname nimmt Bezug auf eine spätkeltische Fliehburg. Der Ort gehörte einst den Hohenlohe-Brauneck und kam mit dieser Herrschaft 1448/49 an Brandenburg-Ansbach. 1791 gelangte Burgstall an Preußen, 1806 an Bayern und 1810 an Württemberg.
Der Ort kam als Teil der ehemals selbständigen Gemeinde Finsterlohr am 1. Februar 1972 zur Stadt Creglingen.

## Religion
Eine im Weiler Burgstall abgegangene Kirche zur heiligen Margarete war eventuell älter als die Kirche in Finsterlohr und möglicherweise eine einstige Pfarrkirche. Das Patrozinium zur heiligen Margarete ist durch Auffindung eines Siegels des Pfarrers von Burgstall aus romanischer Zeit erwiesen. Der Kirchengemeinde Burgstall war aber wie Finsterlohr einst eine Filiale von Leuzenbronn und wurde erst später nach Finsterlohr eingepfarrt.

## Kultur und Sehenswürdigkeiten

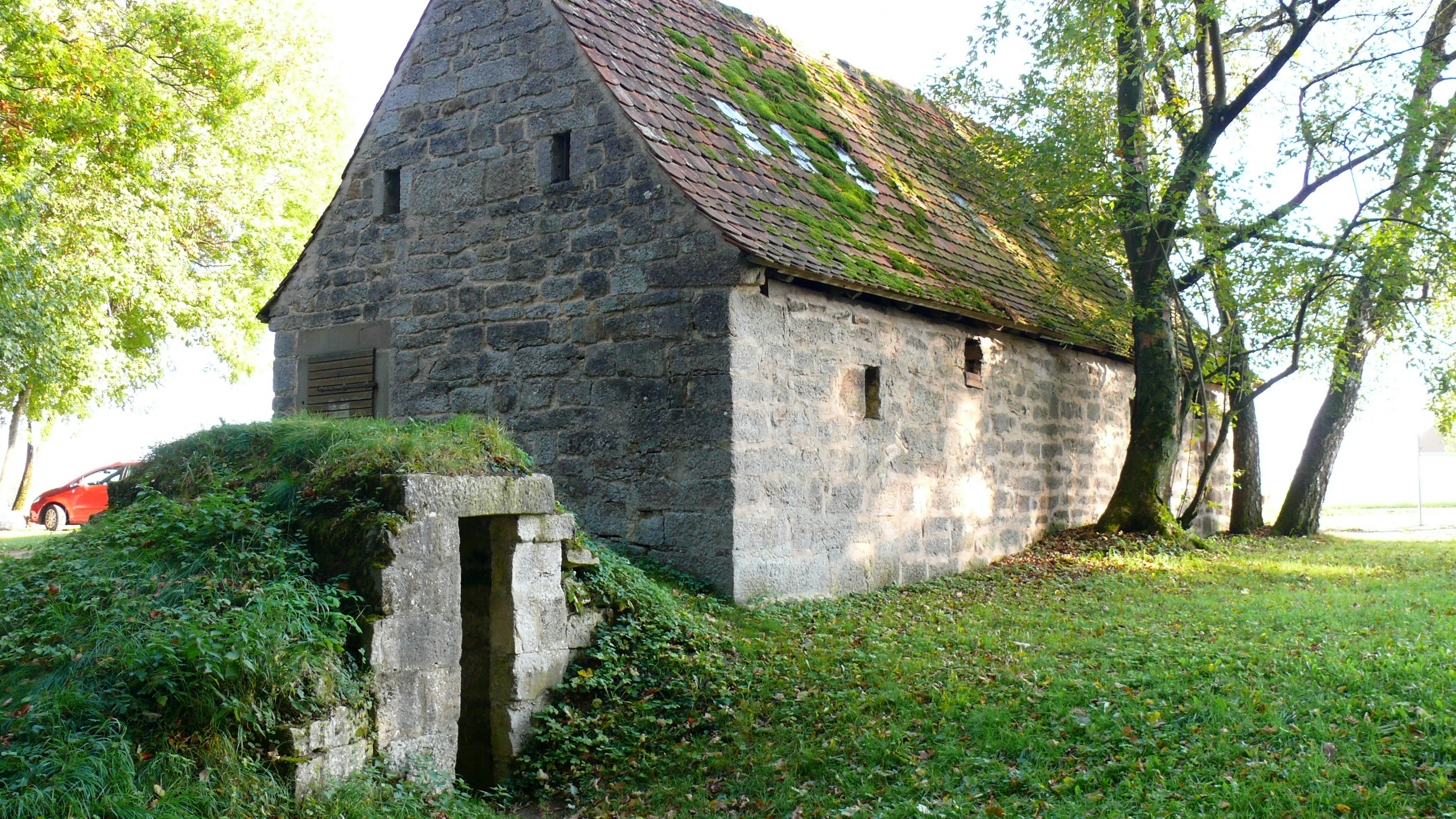
Eine Flachsbrechhütte in Burgstall; vorne die Darre zur Hitzeerzeugung

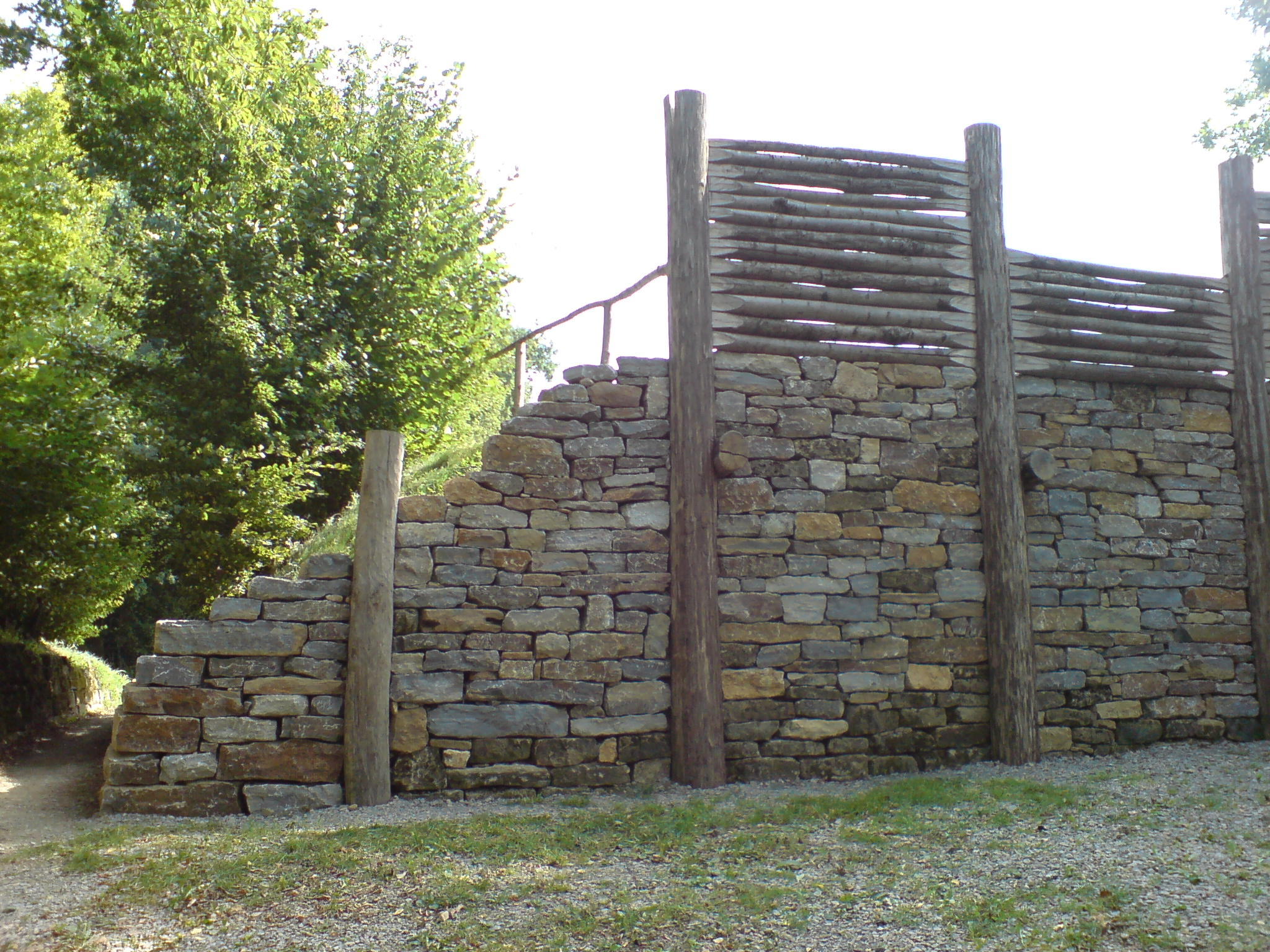
Rekonstruktion einer Pfostenschlitzmauer des keltischen Oppidums Burgstall

### Kulturdenkmale
Kulturdenkmale in der Nähe des Wohnplatzes sind in der Liste der Kulturdenkmale in Creglingen verzeichnet.

### Oppidum Burgstall
Das Oppidum Burgstall bei Finsterlohr, oft auch Oppidum Finsterlohr genannt, war eine befestigte, stadtartig angelegte keltische Siedlung der La-Tène-Zeit (späte Eisenzeit). Archäologische Untersuchungen fanden bisher nur in sehr beschränkten Umfang statt. Seit 2007 wird die Anlage wieder archäologisch untersucht.

## Verkehr
Der Ort ist über eine zwischen den Creglinger Orten Finsterlohr und Schonach von der K 2869 abzweigende Straße zu erreichen. Eine in bayerischen Tauberscheckenbach von der St 2268 abzweigende Straße führt ebenfalls bis nach Burgstall.